# Donald Goldfarb
Pour les articles homonymes, voir Goldfarb.
Donald Goldfarb (né le 14 août 1941 à New York)  est un mathématicien américain, connu pour ses travaux en optimisation mathématique et analyse numérique . 

## Formation et carrière
Goldfarb étudie le génie chimique à l’Université Cornell en 1963 et à l’Université de Princeton en 1965 et obtient un doctorat en 1966. Après avoir obtenu son doctorat à Princeton, Goldfarb passe deux ans en tant que post-doctorant au Courant Institute of Mathematical Sciences. En 1968, il cofonde le département CS du City College of New York, où il passe 14 ans. Au cours de l'année universitaire 1979-1980, il est professeur invité dans les départements CS et ORIE de l'Université Cornell. En 1982, Goldfarb rejoint le département IEOR de l'Université Columbia, en qualité de président de 1984 à 2002. Il a également été doyen par intérim de la Columbia School of Engineering et de sciences appliquées au cours des années académiques 1994-1995 et 2012-2013 et vice-doyen exécutif au semestre de printemps 2012. 
Il a également travaillé au Thomas J. Watson Research Center et en 1974/75 à l'Établissement de recherche atomique d'Harwell en Grande-Bretagne.

## Travaux
Il est l'un des développeurs de la méthode de Broyden-Fletcher-Goldfarb-Shanno. En 1992, lui et JJ Forrest développent la méthode du bord le plus escarpé. 

## Prix et distinctions
Goldfarb est membre de la SIAM. Il a reçu le prix de théorie John-von-Neumann en 2017, conjointement avec Jorge Nocedal, pour leurs contributions à l'optimisation non linéaire.
Il reçoit également le prix Khachiyan en 2013, le prix INFORMS pour l'excellence de la recherche dans l'interface entre OR et CS en 1995, et figurait dans la liste des esprits scientifiques les plus influents au monde, en 2014 parmi les 99 mathématiciens les plus cités entre 2002 et 2012. 
Goldfarb a été rédacteur en chef de la revue Mathematical Programming, rédacteur en chef du SIAM Journal on Numerical Analysis et du SIAM Journal on Optimization, et rédacteur en chef associé de Mathematics of Computation, Operations Research and Mathematical Programming Computation.